# Eremotmethis carinatus
Eremotmethis carinatus är en insektsart som först beskrevs av Fabricius 1775.  Eremotmethis carinatus ingår i släktet Eremotmethis och familjen Pamphagidae. Inga underarter finns listade i Catalogue of Life.